# Saint-Noël
Saint-Noël è un villaggio del Canada, situato nella provincia del Québec, nella regione di Bas-Saint-Laurent.